# Povijest Bosne i Hercegovine
Povijesna zbivanja na tlu Bosne i Hercegovine traje od davne prošlosti do danas. Između 1154. i 1377. bila je jedna od banovina, od 1377. do 1463. kraljevina, a 1463. je priznao ju je Rim, ali su iste godine Osmanlije uništile bansku i kraljevsku vlast. Kraljevina Bosna bila je katolička i zapadno orijentirana kraljevina. Od 1580. do 1867. bila je ajalet (najveća teritorijalna jedinica u Otomanskom Carstvu); nakon reformi vilajet od 1867. do 1878., od 1878. do 1918. "krunska zemlja" u sklopu Austro-Ugarske; a od 1945. do 1992. federalna republika. Od 1992., Bosna i Hercegovina je nezavisna država. Hrvatski obiteljski leksikon, natuknica Bosna i Hercegovina:
"Naseljena od paleolitika, a najstarija naselja pripadaju kulturi moustériena. Od poč. ← 1. tisućljeća ondje žive ilir. plemena Mezeji, Oserijati, Breuci, Japodi, Desidijati, Delmati, Autarijati, Daorsi. U ← 4. st. prodiru keltska plemena. Od ← 229. do ← 168. Iliri vode dugotrajne ratove protiv rim. legija. Istom nakon sloma Batonova ustanka (6 – 9. god.) Rimljani su ovladali područjem BiH, koje ulazi u sastav rim. provincije Dalmacije. Podjelom Carstva 395. teritorij BiH pripao je Z dijelu. Od 476. ovim prostorima prolaze mnogi germ. narodi (pod vlašću Istočnih Gota 489. – o. 540.), a od tada počinju prodirati Avari i Slaveni, koji se poč. 7. st. trajnije naseljavaju. U rat protiv avarske države Franci su uvukli i Hrvate koji su, svladavši Avare, zaposjeli njihovu zemlju.
Sredinom 10. st. prvi se put spominje Bosna kao malo područje uz gornji tok rijeke Bosne. Pojedina područja kasnijeg bosanskohercegovačkog teritorija razvijaju se do 12. st. duže ili kraće vrijeme u sastavu susjedne hrvatske, odnosno srpske države. Od sred. 12. st. B. ima svoje vladare s titulom bana (Borić, Kulin). U tijeku 13. stoljeća, lokalni vladari vladari iz Središnje Bosne (Ninoslav i Prijezda) odolijevaju nastojanjima kralja Ugarske da ukine njihovu lokalnu autonomnu vlast i područje izravno pridruži zemljama krune sv. Stjepana. 

Političke težnje ugarskog dvora u 13. st. najčešće su skrivane i opravdavane borbom protiv krivovjerja o kojemu izvori govore od vremena bana Kulina (1180. – 1203.). Premještanjem biskupskog sjedišta iz Bosne u Đakovo (sred. 13. st.) ostavljen je prostor lokalnim kršćanima/krstjanima, optuživanima za krivovjerje, da do kraja 13. st. izgrade samostalnu hijerarhiju, poznatu kao Crkva bosanska, koja se naslanjala na ostavštinu hrvatskih glagoljaša. 

Krajem 13. i početkom 14. st. veći dio današnje BiH je pod gospodstvom bribirskih knezova, dok je manjim vladao srpski raskralj Stefan Dragutin. Početkom dvadesetih god. 14. st., njegov nasljednik u Bosni, Stjepan II Kotromanić počinje snaženje i teritorijalno širenje svoje vlasti, koja se prostirala »od Save do mora i od Cetine do Drine«. Za njegova nasljednika i nećaka, bana Tvrtka nastavljeno je jačanje države i teritorijalno širenje, osobito na račun susjednih srpskih velikaša. 

Na poticaj svoga suverena, hrvatsko-ugarskog kralja Ludovika I, i muža njegove sestrične, kćerke prethodnog bana Stjepana II, Tvrtko je preuzeo srpsku krunu. Na taj način je 1377. svoju vlast podignuo na razinu kraljevstva, a sebe na razinu kralja. Nakon njegove smrti (1391.) B. je zahvatio proces osamostaljivanja najistaknutijih velikaša, pa je to na unutarnjem planu bilo vrijeme dugotrajnih sukoba iz kojih je zemlja izašla teritorijalno podijeljena na oblasti Hrvatinića, Radinovića-Pavlovića i Hranića-Kosača, te na malen komad zemalja pod središnjom vlašću Kotromanića, većinom u središnjij Bosni. 
Ta podijeljenost olakšala je tursko upletanje u unutarnje prilike. Turci 1463. zauzeli istočne i središnje krajeve države Kotromanića, a od sjevernih i zapadnih krajeva je hrvatsko-ugarski kralj Matijaš Korvin formirao dva zaštitna područja (Jajačka i Srebrenička banovina, otprilike Donjih Kraja i Usore sa Solima) koja su trebala štititi ostale hrvatske zemlje od osmanske opasnosti. Padom Hercegovine 1482., Jajačke banovine 1527. i Bihaća 1592., Turci su ovladali područjem današnje BiH i organizirali svoju upravu. 1580. osnovali su Bosanski pašaluk kojemu je jezgru tvorio teritorij srednjovjovne države u Bosni, kao i većina kraljevine Hrvatske.

U tom razdoblju nastaju krupne etničke promjene jer, osim što je stradavalo, domaće stanovništvo bježi pred Turcima u sigurnije hrvatske. krajeve. Uspostavom tur. vlasti otpočinje proces islamizacije, koji osobito snažno zahvaća zatečeno stanovništvo u tijeku druge pol. 15. st. i u 16. st., bez obzira na njegovu vjersku pripadnost. Slabljenjem Osmanskog Carstva tijekom 17. i 18. st. BiH potresaju nemiri, a u prvoj pol. 19. st. jačaju zahtjevi za reformama Carstva, što je praćeno ustancima (Husein-kapetana Gradaščevića) i bunama, koje je Porta krvavo gušila (Omer-paša Latas). 
Na Berlinskom kongresu 1878. Austro-Ugarska je dobila mandat da okupira BiH, a 1908. ju je anektirala. Od tada na bosanskohercegovačkim prostorima raste srpsko-hrv. antagonizam. Srpski nacionalisti u »Mladoj Bosni« ubijaju austrijskog nadvojvodu Franju Ferdinanda u Sarajevu 28. 6. 1914. Kriza izazvana time prerasta u I. svj. rat (1914. – 1918.). Slomom Austro-Ugarske 1918. BiH ulazi u sastav Kraljevine SHS, što je omogućilo nesmetanije djelovanje srpske politike. Šestosiječanskom diktaturom osnivanjem banovina, teritorij BiH podijeljen je po etno-geografskim linijama. Zapadna Hercegovina i gornji Vrbas s dominatno hrvatskim pučanstvom su pripojeni Dalmaciji/Primorskoj banovini kao njezino zaleđe, istočna Hercegovina Crnog Gori/Zetskoj Banovini, a ostatak je podijeljen na dva dijela, otprilike tokom rijeke Bosne, pri čemu je stara Turska Hrvatska postala Vrbavska banovina, a središnja i istočna Bosna rijekom Drinom uvučena u Srbiju, kao Drinska Banovina. Sporazumom Cvetković-Maček te granice su korigirane u Središnjoj Bosni i Posavini. 

U toku II. svj. rata (1941. – 1945.) u BiH, tada u sastavu NDH, bjesni građ. rat u kojemu su stradale desetine tisuća Muslimana, Hrvata i Srba. Nakon rata BiH postaje posebna federalna jedinica nove Jugoslavije, a njezino stanovništvo islamske vjeroispovijesti dobiva sva prava naroda i konstituira, novu Muslimansku naciju. Nakon Titove smrti političke opreke među bosanskohercegovačkim narodima se produbljuju. 
S raspadom Jugoslavije, prevlast u BiH ostvaruju nacionalne stranke: na prvim slobodnim izborima potkraj 1990. Muslimani, tj. Bošnjaci, uglavnom se priklanjaju Stranci demokratske akcije (SDA), Hrvati Hrvatskoj demokratskoj zajednici BiH (HDZ BiH), a Srbi Srpskoj demokratskoj stranci (SDS). Te stranke prevladavaju u Skupštini BiH i u državnom predsjedništvu, kojem predsjednik postaje Alija Izetbegović (lider SDA). Bošnjačkim i hrvanjima nastojanjima za državnom samostalnošću BiH (Memorandum o suverevitetu, 12. 10. 1991) protivilo s vodstvo SDS-a (Radovan Karadžić i dr.), koje je tijekom 1991. poticalo stvaranje Srpskih autonomnih oblasti unutar BiH. Vodstvo SDS-a bojkotiralo je rad državnih tijela, te je (21. 12. 1991) proglasilo Srpsku Republiku BiH (od 12. 8. 1992. Republika Srpska). 

Uz podršku Hrvatske, vojno-politički se organizirala hrvatska strana u BiH (predvođena Matom Bobanom i dr.), proglašenjem Hrvatske zajednice Herceg Bosne (18. 11. 1991; od 28. 8. 1993. Hrvatska Republika Herceg Bosna). 

Na međunarunarodno priznanje BiH (7. 4. 1992.) srpska strana odgovorila je ratom (uz pomoć i potkroviteljstvo Srbije i Crne Gore) i do kraja 1992. zauzima oko 70 % državnog teritorija (proganjajući muslimansko i hrvatsko stanovništvo). Srpskim snagama suprotstavlja se Hrvatsko vijeće obrane (HVO; osn. 8. 4. 1992.), a potom i bošnjačka Armija BiH (osn. 4. 7. 1992). Uslijedilo je više bezuspješnih međunarodnih inicijativa za okončanjem rata, a 1993. – 1994. trajao je i hrvatsko-bošnjački sukob. Prestaje s posredovanjem SAD-a i uspostavljanjem hrvatsko-bošnjačke suradnje, koja je 1995. rezultirala vojnim uspjesima i okončanjem rata (→ Daytonski sporazum). Potom su unutar BiH stvorena dva entiteta: Federacija BiH (51 % teritorija) i Republika Srpska (49 % teritorija) te je uveden međunarodni polit. (OESS, UN i dr.) i sigurnosni (NATO) nadzor radi održanja mira. Procjenjuje se da je tijekom rata u BiH (1992. – 1995.) bilo više od 100 000 poginulih i oko 2,7 mil. prognanih i pogođenih ratnim nasiljem."

## Prapovijest i antičko doba

### Kameno doba
Bosna i Hercegovina je pretežito gorovita zemlja, ali postoje brojne riječne doline i plodna riječna i krška polja poput Sarajevskog, Lijevča, Livanjskog, Duvanjskog, Glamočkog, Popovog polja i dr. Planine obiluju šumama i sočnim pašnjacima, raznim rudama, poglavito željezom, ugljenom, srebrom, zlatom, olovom, a postoji i veliki rudnik soli kraj Tuzle (tuz, turski znači sol).
Tu su otkrivena i poznata pretpovijesna arheološka nalazišta od starijeg (paleolit) do mlađeg (neolit) kamenog, brončanog i željeznog doba. Paleolitska su naselja u gornjem tijeku rijeka Bosne, Ukrine i Usore (Kamen, Kadar i dr.), te uz rijeku Bregavu nedaleko od Stoca (Badanj). Neolitska su nalazišta također brojna, npr. Butmir kraj Sarajeva, Gornja Tuzla, Kakanj, Nebo kraj Bugojna, Zelena pećina kraj Mostara i druga. Na osnovu rezultata istraživanja u Butmiru jedan period je i nazvan Butmirska kultura.

### Ilirska plemena
Najveći broj istraženih arheoloških nalazišta pripada razdoblju bronce i željeza. Istraživanja na širem prostoru Glasinca istočno od Sarajeva, po svom obimu, sadržaju i posebnim osobitostima zaslužila su da se jedan povijesni period nazove Glasinačka kultura a važna su i sojenička naselja poput Donje Doline na Savi, Ripča i Golubića na Uni i druga.
U tom razdoblju na području današnje Bosne i Hercegovine živjela su brojna ilirska plemena: Delmati, Dezitijati, Autarijati, Ardijejci, Breuci, Mezeji, Japodi. U 4. stoljeću prije Krista prodrli su Kelti. Od 2. stoljeća postojala je tu i ilirska kraljevina, koju su zauzeli Rimljani.

### Rimska provincija
Rimljani su poslije sloma ilirskog (Batonovog) ustanka od 6. do 9. godine po Kristu trajno zavladali ovim prostorima i započeli proces romanizacije ilirskog pučanstva. To područje, koje Rimljani nazivaju Ilirikom, bilo je podijeljeno na dvije ili tri provincije. Većinu područja današnje Bosne i Hercegovine pokrivala je provincija Dalmacija (prije Ilirik), a sjeverne dijelove provincija Panonija. Po podjeli Rimskog Carstva na Zapadno i Istočno (395.) pripadalo je područje Bosne i Hercegovine u cijelosti zapadnoj polovici Carstva, a po njegovoj propasti 476. drži ga Istočno Rimsko Carstvo, zatim Istočni Goti, pa Bizantinci, koji su njim upravljali sve do seobe naroda i doseljenja Hrvata.
Rimljani su na području Hrvatske i Bosne i Hercegovine sagradili brojne ceste, koje su povezivale upravna središta na Jadranu i Panoniji (poput Salone, Siscie, Sirmiuma) s unutrašnjošću, otvorili neke rudnike željeza, srebra, soli, podigli vojne logore, manje gradove i naselja uz ceste. Za postojanja Zapadnog Carstva čitavo je područje primilo kršćanstvo i pripadalo nadbiskupiji u Saloni, a dijelovi nadbiskupiji u Sirmiumu.

## Srednjovjekovna Bosna

### Rani srednji vijek
Potkraj 6. stoljeća počinju česti upadi Avara i Slavena iz Podunavlja na područje današnje Bosne i Hercegovine, poglavito otkad je avarski kagan Bajan 582. zauzeo veliki rimski grad Sirmij na Savi. U početku 7. stoljeća, Hrvati osvajaju provinciju Dalmaciju i njeno središte Salonu. Ilirsko i romanizirano pučanstvo povlači se u unutrašnjost Balkanskog poluotoka, gine u borbama ili se pomalo asimilira.
Od 7. do 9. stoljeća, povijest područja Bosne i Hercegovine nije dovoljno poznata, ali se pretpostavlja da su organizirani u lokalne hrvatske kneževine. Od sredine 9. stoljeća postoje izvori koji potvrđuju pripadnost Primorskoj Hrvatskoj za Trpimira, a od 925. i Hrvatskom Kraljevstvu. U 10. stoljeću, istočnim rubu Bosne je dvije godine vladao srpski (raški) knez Časlav. Potkraj 11. stoljeća, zavladao je nakratko dukljanski knez Bodin, povremeno upadaju Ugri i Bugari, a bizantski carevi nastoje ostvariti svoju vlast.
Sredinom 11. stoljeće, područje današnje Bosne i Hercegovine, pripadalo je Hrvatskom Kraljevstvu. Oko 950. godine, bizantski car-pisac Konstantin Porfirogenet spominje "zemljicu Bosnu" kao područje oko izvora rijeke Bosne i njenih gornjih pritoka, današnja polja Visokog i Sarajeva. Područje današnje Bosne i Hercegovine čini središnji dio zapadnog dijela Balkanskog poluotoka i bilo je bogato rudama, ali je i teško dostupno, s geografski izoliranim dijelovima. Tako su se u Bosni (odnosno na njenoj istočnoj granici) stoljećima sukobljavali interesi Hrvatske i kasnije hrvatsko-ugarskih kraljeva i Bizanta, Zapadne (Katoličke) i Istočne (Bizantske) crkve, tj. Rima i Carigrada. Zbog toga je i proces pokrštavanja i dublje kristijanizacije tekao sporije i uz dulje zadržavanje pučkih praznovjerja.
Kad je Hrvatska 1102. godine ušla u personalnu uniju s Ugarskom, područje današnje Bosne i Hercegovine je bilo većinom dio Hrvatske. Srednjovjekovna bosanska država svoj razvoj započinje na visočkom području u kojem će se razviti župa Bosna i kasnije zemlja Bosna koju spominje Konstantin VII. Porfirogenet u svom O upravljanju carstvom. Uz župu Bosnu, ta zemlja je obuhvaćala i sljedeće župe: Vrhbosna (sarajevsko područje), Vidogošća (područje Vogošće, Ilijaša, Breze i Vareša), Trstivnica (Kakanj, Bobovac, Sutjeska), Lepenica (Fojnica, Kreševo, Kiseljak), Lašva (Travnik, Vitez) i Brod (na području Zenice). Literatura je naziva i prvotnom Bosnom.
Njeni vladari iz dinastije Arpadovića nastoje spriječiti bizantske utjecaje i trajno zadržati svoju upravu. Zbog toga su za bana uputili u Bosnu, Borića, Hrvata iz Slavonije, koji je bio prvi poznatiji vladar tog područja (1150. – 1163.). Drugi, važniji ban bio je Kulin, za koga se može reći da je utemeljitelj bosanske banovine (1180. – 1204.). Za njegova banovanja vidljiv je gospodarski, politički i trgovački razvoj (sklopljeni su prvi trgovački ugovori s Dubrovčanima). Tijekom 13. stoljeća u Bosnu dolaze rudari Sasi i otvaraju rudnike koji rade i danas (Fojnica, Srebrenica, Olovo i Križevo).
U to doba se iz krila Rimokatoličke crkve izdvaja po administraturi tzv. Crkva bosanska, kao nastavak glagoljaške struje na ranijim hrvatskim saborima (sabori u Splitu 925. i 928.). Radi daljnjeg razvitka ideja hrvatskog glagoljaštva, Kulin i njegova crkva bili su optuženi zbog krivovjerja, pa je on 1203. godine sazvao opći sabor naroda na Bilinu polju i javno se odrekao bilo kakve hereze. Očito je u tom potezu bilo više političkih nego vjerskih interesa, što će pokazati i kasniji ratovi koji su titularno usmjereni protiv "Crkve bosanske", a u realnosti za velikaško preslagivanje zemlje.

### Banovina Bosna
U prvoj polovici 13. stoljeća utjecaj lokalne automnne Crkve (bosanske) počeo se širiti pa je to davalo povoda hrvatsko-ugarskim kraljevima da kao seniori često upadaju u Bosnu i vode križarske ratove protiv krivovjeraca svojih vazala. Kao i Kulin, bio je ban Matej Ninoslav prisiljen odreći se krivovjerja i prihvatiti katoličko učenje. Kad se toga nije držao, imenovali su mu iz Slavonije protubana Prijezdu, ali je kralj Bela IV. ipak morao s vojskom 1244. godine uvesti reda u banovini. Radi čestih sukoba katolički biskup u Bosni mijenja svoju rezidenciju i trajno se nastanjuje na svom posjedu u Đakovu, u Slavoniji (1252.).
Dok od konca 13. stoljeća sjevernim dijelovima BiH, Usorom, gospodare slavonski velikaši roda Prijezde, zapadnim dijelovima današnje BiH (Donji kraji) gospodare južnohrvatski velikaši, prvo knezovi Šubići Bribirski, pa Hrvatinići koje su ustolićili novi hrvatsko-ugarski vladari iz dinastija Anžuvinaca, također uz pomoć bana Stjepana II. Kotromanića koji tako širi svoju nominalnu vlast na Završje (područje s tri velika polja: Glamočkim, Livanjskim i Duvanjskim).
Na jugozapadu je Stjepan II. proširio svoju banovinu na Humsku zemlju (Zahumlje ili Hum), a na sjeveroistoku na područje Usoru (sa Solima). Budući da je Stjepan II. dao svoju kćer Elizabetu za ženu slavnom hrvatsko-ugarskom kralju i senioru Ludoviku I. Velikom, njegov je ugled porastao pa je proširio svoju banovinu do Cetine na Jadranskom moru, do Drine na istoku i Vrbasa na sjeverozapadu. Njegova posjedi tako postaju ozbiljni politički kapital s kojim ozbiljno mora računati kralj, pa i okolni vladari, poglavito "rođaci" Anžuvinci i Nemanjići, s kojima je Stjepan II. također stupio u rodbinske odnose.
U doba Stjepana II. Kotormanića, u Bosni ponovno jača Katolička crkva, koju su pomagali crkveni redovi od kojih su bili najpoznatiji franjevci. Taj je crkveni red prvi put došao u Bosnu 1291. godine, uskoro utemeljio svoju vikariju Bosnu Srebrenu pa zatim podigao prve samostane i imao presudnu ulogu u očuvanju katoličanstva.

### Kraljevina Bosna
Od 1353. godine, u Bosni je vladao Tvrtko I., sinovac Stjepana II., i doveo je svoju dinastiju do vrhunca moći i teritorijalnog opsega. Puna dva desetljeća vodio je borbu protiv domaćih velikaša, a na početku i protiv svoga kralja, Ludovika I. Međutim, kasnije je iskazao pokornost, pa je uz njegovu pomoć uspio smiriti nepokorne plemiće te počeo s jačanjem i širenjem svojih posjeda i na istoku, dok je zapadna područja između Cetine i Neretve kojima je vladao njegov stric vratio na upravu kralju i banu Hrvatske.
Kad je 1373. godine, uzeo gornje Podrinje s manastirom Mileševom, gdje je bio grob Sv. Save, prvog arhiepiskopa posebne Srpske pravoslavne crkve, pa zatim zauzeo Trebinje, Konavle i obalu južno do Dubrovnika, uzeo je 1377. titulu kralja. Budući da je bio u srodstvu sa srpskom dinastijom Nemanjića, okrunio se za kralja "Srbljem i Bosni". Na taj pothvat je svog vazala Tvrtka je vjerojatno potaknuo njegov senior Ludovik I. (muž njegove sestrične) pod čiju je krunu Svetoga Stjepana potpadala i Bosna, kao sredstvo širenje svoje moći. Unatoč tome što mu je titulu kralja priznao njegov suveren, nju nije priznao i papa koji je jedini u zapadnom svijetu smio dodjeljivati takvu titulu.
Budući da je 1382. godine umro bez muških potomaka slavni kralj Ludovik I. Anžuvinac, iskoristio je Tvrtko I. otpor hrvatskog plemstva kralju Žigmundu Luksemburškom, odnosno građanski rat, kojem se i on pridružio i nastavio s jačanjem svoje banovine, putevima svoga strica, odnosno širenjem i na hrvatsku povijesnu jezgru, područja u smjeru Jadranskog mora. Štoviše, Tvrtko je 1382. počeo graditi luku Herceg-Novi, a 1385. godine su mu njegovi kraljevski rođaci u Ugarskoj prepustili i Kotor. U jeku protudvorskog pokreta u Hrvatskoj (1390.), ušao je Tvrtko s vojskom u hrvatske, dalmatinske gradove: Split, Šibenik i Trogir i došao pred Zadar. Tu se proglasio kraljem Bosne, Dalmacije, Hrvatske i Primorja. Obično se smatra kako je Tvrtko I. kao katolički vladar tim činom poslije tri stoljeća obnovio samostalnost hrvatskog kraljevstva.
Međutim, potkraj 14. stoljeća, na istočnim granicama njegova kraljevstva pojavilo se snažno Osmansko Carstvo čiju opasnost brojni vladari na tom području nisu uzeli previše ozbiljno. Doista, 1388. godine Tvrtko je osmansku vojsku potukao u prvom sukobu, a 1389. poslao je svog vojskovođu Vlatka Vukovića u pomoć Srbima na Kosovu pa je o toj bitci i izvijestio Svetu Stolicu. Nažalost, 1391. godine, na vrhuncu moći Tvrtko umire. Njegova hrvatsko-bosanska kraljevina postaje žrtvom unutarnjih velikaških razmirica, a izvana lakim plijenom sve agresivnijih Osmanlija.
Brojni Tvrtkovi nasljednici u idućih sedam desetljeća nisu uspjeli prevladati feudalno rastrojstvo u Bosni, stalne upade hrvatsko-ugarskog kralja Žigmunda sa sjevera i Osmanlija s jugoistoka. Poslije teškog poraza europske križarske vojske u sukobu s Osmanlijama kod Nikopolja 1396. godine, počinju sve češći prodori turskih postrojbi u Bosnu, gdje se sve više ističu velikaši, koji su vladali poput kraljeva. To su, prije svih, Hrvoje Vukčić Hrvatinić, gospodar Donjih krajeva i Sandalj Hranić Kosača na jugu, u Humskoj zemlji. Oni zajedno s ostalim hrvatskim velikašima, nastavljaju borbu protiv kralja Žigmunda. Njemu je pak pošlo za rukom 1408. godine, prodrijeti sa sjevera u Bosnu gdje je kod utvrde Dobora dao pobiti 170 uglednih bosanskih plemića i tako svladati bosansko-hrvatsku pobunu protiv budimskog dvora.
Otpor je i dalje pružao Hrvoje Vukčić Hrvatinić pozvavši 1415. godine u pomoć i Osmanlije, koji su se vješto koristili dinastičkim borbama i feudalnom anarhijom u Bosni, Hrvatskoj i Ugarskoj te su 1459. godine dokrajčili Srbiju, a 1463. pokorili i Bosnu (odnosno njenu istočnu polovicu).
Bosna je pala bez otpora, "šaptom", kako su i rekli suvremenici, a posljednji njen kralj Stjepan Tomašević bio je pogubljen poslije osvajanja Ključa i Jajca. Njegova pomajka, kraljica Katarina Kosača-Kotromanić sklonila se u Rim gdje je uskoro i umrla. Prije smrti ostavila je svoju kraljevinu Bosnu i kraljevsku krunu Svetoj Stolici. Bio je to konac prvog i posljednjeg bosanskog kraljevstva u povijesti.
Humska zemlja, Zahumlje, koja se po hercegu Stjepanu Vukčiću Kosači, od 1448. godine naziva Hercegovinom, odupirala se još dvadesetak godina, ali je ipak 1482. godine došla pod osmansku vlast. Hrvatsko-ugarski kralj Matija Korvin zauzima sjevernu (Usora sa Solima) i zapadnu (Donji Kraji) polovicu Bosne i ustrojava obranu svojih kraljevstva, Jajačku i Srebreničku banovinu, koje su, uz Mačvansku banovinu, činile obrambeni pojas od Beograda do Une. Tu crtu obrane držalo je uglavnom hrvatsko plemstvo, ali nakon njegova poraza 1493. godine na Krbavskom polju, taj otpor slabi. Početkom 16. stoljeća pada Srebrenik u sjeveroistočnoj Bosni, a zatim 1528. godine i Jajce. Sve te krajeve Osmanlije su uključili u svoju najzapadniju pokrajinu Bosanski pašaluk, uskoro Bosanski sandžak, koja je, kao i Hercegovina, nastala uglavnom na hrvatskom etničkom prostoru i odakle je dalje njena vojska pljačkala i osvajala područje Hrvatske, Slavonije i Dalmacije. Kao posljednji kralj Bosne se navodi Matija Vojsalić Hrvatinić koji je vladao do 1476. godine malenim ostatkom kraljevine Bosne u Lašvi kojeg Osmanlije još nisu bile okupirale.

## Osmansko razdoblje

### Islamizacija pučanstva
S padom Bosne 1463. godine javlja se ponovno i pitanje Crkve bosanske, koja je u odnosu na katoličanstvo bila u manjini, i nestala kao ozbiljnija sila davno prije Turaka. Islamizacija u krajevima koje su zauzele osmanlije, u Bosni, hrvatskoj jezgri i Slavoniji, je očita poglavito u preživjelom nižem plemstvu, koje na taj način zadržava i širi svoje posjede i povlašteni položaj. Zbog čestih vojni na Bosnu i građanskih ratova u hrvatsko-ugarskom kraljevu pa i Žigmundova pokolja cvijeta plemstva kod Dobora 1408. godine i lakših nameta pod Osmanlijama, na početku postoji i suradnja dijelova seljaštva s Osmanlijama.
Dio katoličkog pučanstva i plemstva koje nije htjelo prihvatiti islam i osmanlijsku upravu, morao je bježati u slobodne prostore u Hrvatskoj i Ugarskoj, austrijskim zemljama, na područje pod upravom Venecije pa čak i na Apeninski poluotok (danas su to molizanski Hrvati), u Rim i drugamo. Iako je sultan Mehmed II., zvani el Fatih (Osvajač) obećao franjevcu Anđelu Zvizdoviću posebnu povelju (ahdnamu) kojom se bosanskohercegovačkim katolicima jamči vjerska sloboda, ipak su lokalni age i begovi progonili kršćansko pučanstvo općenito, a poglavito ono rimokatoličko. Palili su i rušili njihove crkve ili su ih pretvarali u džamije (npr. kasnije u Bihaću i dr.). Posebice je bio težak tzv. danak u krvi i odvođenje pučanstva u ropstvo. Uobičajilo se odvođenje dječaka, kršćana, u Tursku, njihov preodgoj, islamizacija i obučavanje za posebne jedinice osmanlijske vojske, janjičare. Isto tako su odvođene ljepše djevojke za brojne muslimanske hareme. U tom razdoblju, radi nedostatka katoličkog svećenstva i boljeg statusa pravoslavnih, događa se i popravoslavljivanje dijela puka.
Po osvajanju ustrojen je poseban Bosanski sandžak u sastavu Rumelijskog pašaluka. Ishak-beg Hranušić utemeljio je Sarajevo, danas glavni grad Bosne i Hercegovine. Osim njega spominju se još i begovi Minetovići, Malkočevići, Borovinići, Mihajlovići, Vraneševići, Juriševići i drugi. Stalne napadaje iz Bosne odbijali su hrvatski plemići i njihova vojska pod vodstvom bana Petra Berislavića, koji ih je 1513. porazio kod Dubice, a zatim 1518. prodro do Jajca i opskrbio ga živežom. Takav herojski podvig ponavljali su hrvatski vitezovi tijekom punih 65 godina turske blokade Jajca (1463. – 1528.) po nekoliko puta godišnje i nadljudskom hrabrošću, a često i svojim životima bezbroj puta potvrdili svoju odanost obrani domovine i europske kršćanske civilizacije. Za sultana Sulejmana II. Hrvatska, a također i Ugarska doživjele su teške poraze. Osmanlije su najprije 1521. godine zauzele ugarski Beograd, 1522. hrvatski Knin pa pobijedili hrvatsko-ugarsku vojsku na Mohačkom polju 1526. Do 1552. godine zauzeli su Požegu, Klis i Viroviticu i pomakli granice Bosanskog sandžaka do rijeke Česme u Slavoniji. Ta osvajanja hrvatskog tla nastavljaju se sve do 1592. godine kad je zauzet hrvatski grad Bihać. Iste godine je ustrojen i Bosanski pašaluk sa sjedištem u Banjoj Luci koji je imao osam sandžaka, a svi su oni bili na zauzetom hrvatskom tlu. Iz Bosanskog pašaluka planirano je i izvođeno osvajanje Siska, a zatim i čitave Hrvatske i Slavonije te prodor u austrijske nasljedne zemlje (Kranjska, Štajerska, Koruška).

### Doseljavanje Vlaha
S osmanlijskim provalama na područje Bosne, i kasnije Hrvatske, dolazile su kao pomoćne postrojbe sve veće skupine neslavenskih, nomadskih Vlaha, potomaka romaniziranog pučanstva, dobrim djelom iz istočne Hercegovine. Osmanska uprava naseljavala ih je na pogranična područja, gdje su imali ulogu graničara koji su živjeli od četovanja i ratnog plijena. Većina tih Vlaha bila je grkoistočne vjere, kasnije nazvane pravoslavnom, a prihvatila je već jezik slavenske većine. Dakle, bili su iste vjere kao i Srbi.
Otkad je 1557. godine Makarije Sokolović ustrojio posebnu grkoistočnu patrijaršiju u Peći na Kosovu, uz pomoć svoga brata islamiziranog velikog vezira Mehmed-paše, to istočno kršćanstvo ima u odnosu na zapadno rimokatoličko, povlašten položaj u Osmanskom Carstvu. Pećka patrijaršija imala je važnu ulogu u okupljanju grkoistočnog življa u njihovu prodiranju prema zapadu. U 19. stoljeću presudnu ulogu u pretvaranju neslavenskih Vlaha u Srbe ima Pravoslavna crkva. Ona je čuvala i širila srpske tradicije, uspomenu na srpsku srednjovjekovnu državu, koju je takoreći zamjenjivala dok su Srbi bili gotovo četiri stoljeća pod Osmanlijama.
S obzirom na to da je patrijarh živio na području Osmanskog Carstva, a rimski papa izvan te carevine, njegova grkoistočna crkva je često imala potporu Carigrada pa je mogla nastupati agresivno prema bosanskim i hrvatskim katolicima. Česte su pojave prevođenja katolika na grkoistočnu vjeru, rušenje ili prisvajanje katoličkih crkava i samostana, ubiranje crkvenih poreza i od katolika državnih poreza za Osmanlije.
Kad je osmanska vlast potkraj 16. i u početku 17. stoljeća počela slabiti, Vlasi iznevjeravaju Turke, jer nema više dovoljno pljačke pa prelaze u službu Habsburgovaca i Mlečana. Oni ih opet naseljavaju na granicama, ali ovaj put sa zapadne, europske strane, tj. na području Hrvatske, odnosno Dalmacije i Slavonije. Tu su također kao pomoćne postrojbe na granici sačuvali određene povlastice sve do ukidanja Vojne krajine 1881. godine.

### Opadanje osmanske vlasti
| Stari most u Mostaru |  | Stari most u Mostaru   |
| Stari most u Mostaru |  | Stari most u Višegradu |

Od poraza vojske hrvatskog plemstva na Krbavskom polju 1493. godine do isto tako teškog poraza osmanlijske sile pod Siskom 1593. godine, za koji su uglavnom zaslužne hrvatske banske postrojbe, vodio se na granicama hrvatskog kraljevstva pravi stogodišnji hrvatsko-turski rat. Od te presudne bitke 1593. godine, koju osmanlijski kroničari nazivaju "godinom propasti", malo-pomalo jenjava snaga njihove dvostoljetne agresije na Hrvatsku i uopće na srednju Europu. Osmanlije sve više iz napadačkog rata prelaze u obrambeni.
Habsburgovci sa svojim kraljevinama, tj. Hrvatskom i Ugarskom, a uz pomoć i potporu Poljske, Venecije i Svete Stolice, nastoje osloboditi okupirana hrvatska i ugarska područja, potisnuti Osmanlije iz Europe i tako riješiti istočno pitanje. Umjesto njihovih stalnih upada na sjeverozapad i permanentnog "malog rata" na granicama s kršćanskom Europom, sve su češći manji ili veći prodori kršćanske, dakle i hrvatske vojske, na istok, ali i uzbunjivanje pokorenih kršćana, tzv. raje, u Osmanskom Carstvu.
U ratu, koji je trajao od 1593. do 1606. zadržali su Osmanlije status quo, ali su 1664. godine teško poraženi kod Monoštera od kršćanske vojske, a na području Hrvatske su bosanski paše na više mjesta potučeni od hrvatske banske vojske. Poslije poraza goleme osmanske vojske pod Bečom 1683. i velikog oslobodilačkog rata do mira u Srijemskim Karlovcima 1699. godine, granice Bosanskog pašaluka vraćene su na desnu obalu rijeka Save i Une.
Teški i nepovoljni uvjeti mira za Osmanlije prisilili su ih da napuste sve krajeve preko Save, Une i Dunava, a to je značilo i nestanak svih bivših sandžaka. Na tisuće islamiziranih Hrvata i Vlaha morali su prebjeći u Bosnu i Hercegovinu, a oko sto tisuća katolika naselilo je oslobođenu Hrvatsku i Slavoniju. Poslije te etničke i vjerske diobe Sava i Dunav postali su nove granice islamskog i kršćanskog svijeta. Još tri puta austrijska je vojska ratovala na tom području, ali nije uspjela bitno pomaknuti postojeće osmanlijske granice. Tako su tijekom 18. stoljeća formirane granice između Hrvatske i Bosne, ali na štetu Hrvatske, jer joj nisu više nikada vraćena područja Turske Hrvatske s gradovima poput Bihaća, Jajca, Ključa, Cazina i drugih. Socijalistička Jugoslavija će uzeti 1946. godine, Hrvatskoj, istočni Srijem sa Zemunom, a u zaleđu Bihaća, sedam hrvatskih sela, koje je Hrvatska dobila mirom u Svištovu 1791. godine.

### Veliki hercegovački ustanak
Osmansko Carstvo je slabilo iznutra i istodobno gubilo svoje teritorije u ratu protiv Rusije, Austrije i Venecije. Bosanski pašaluk postao je pogranična, nesigurna i najugroženija osmanska pokrajina. U ratu protiv Rusije i Austrije u 18. stoljeću uspjelo se Osmansko Carstvo na nesreću hrvatskog i drugih južnoslavenskih naroda spasiti, a Napoleonski ratovi u početku 19. stoljeća spriječili su rješavanje istočnog pitanja i oslobođenje čitavog Balkanskog poluotoka. Međutim, iznutra to golemo Carstvo, nagrizaju ustanci: Srba 1804. i 1815. godine, Grka 1821. te Rumunja i Crnogoraca, uz pomoć Rusije. Kad se Grčka osamostalila, a Srbija 1830. dobila autonomiju, Bosanski i Hercegovački pašaluk bili su još više izolirani i okruženi gotovo sa svih strana.
I dok je čitavo Osmansko Carstvo pokušavalo provoditi reforme, muslimansko plemstvo u Bosni se protivilo uvođenju građanskih sloboda i gubljenju dotadašnjih svojih povlastica. Godine 1832. počeo je pokret za autonomiju Bosne u okviru Turske, ali je njegov vođa Husein-beg Gradaščević uz pomoć hercegovačkog plemstva bio potučen. Potpuni slom konzervativnog bosanskog plemstva izveo je 1852. je Omer-paša Latas. Bio je to pravi pokolj muslimanskog plemstva sličan onom spomenutom nad katoličkim bosanskim plemstvom kod Dobora 1408. godine.
Kad je slomljeno muslimansko plemstvo, počeli su ustanci pokorenih kršćana, tzv. raje, poglavito na granici s Crnom Gorom, koja je sustavno pomagala ustanike. Ustanci su se dizali u istočnoj Hercegovini redom: 1852., 1857., 1862. i posljednji protiv turske vlasti 1875. godine. Svi su oni imali za cilj proširenje Srbije i Crne Gore na Bosnu i Hercegovinu, rješavanje istočnog pitanja u njihovu korist. Iza tih ustanaka stajale su Rusija i Austro-Ugarska koje su nastojale svaka sa svoga stajališta podijeliti Balkanski poluotok, prva radi osvajanja morskih tjesnaca i izlaza u Sredozemlje, a Austrija i iza nje ujedinjena Njemačka željele su imati Bosnu i Hercegovinu kao "put prema Istoku" (Drang nach Osten).
Ustanak u Hercegovini 1875. započeli su hercegovački Hrvati, a zatim prihvatili Srbi. U sjeverozapadnoj Bosni digli su se domaći Srbi, a 1876. u rat su na ustaničkoj strani ušle Kneževina Srbija i Kneževina Crna Gora pa 1877. i Rusija kako bi Rusija kako bi spasila poraženu Srbiju. Dakle, ustankom u Bosni i Hercegovini 1875. započela je velika istočna kriza i konačno rješavanje istočnog pitanja. Osmansko Carstvo slomilo je ustanak u Bosni i Hercegovini, ali je bilo vojnički poraženo od Rusije i moralo je pristati na mir u San Stefanu pa zatim na novi mirovni kongres u Berlinu 1878. godine. Njime su Bosna i Hercegovina dodijeljene kao protektorat Austro-Ugarskoj. Doista, Bosna i Hercegovina su nominalno ostale pod suverenitetom Carigrada. Dio koji je spajao Tursku s Bosnom, Sandžak, ostao je pod nadzorom Austro-Ugarske kako se ne bi i teritorijalno povezale Srbija i Crna Gora, koje otada otvoreno ističu svoje želje za osvajanjem i podjelom Bosne i Hercegovine. Svoja povijesna prava na Bosnu i Hercegovinu istaknuo je 1878. i Hrvatski sabor, koji je kao i ban Ivan Mažuranić i čitav hrvatski narod pomagao ustanke. Iz Beča su to odbili uz napomenu kako je Hrvatski sabor prekoračio svoje ovlasti.

## Austro-ugarsko razdoblje

### Zaposjedanje i protektorat
Austro-Ugarska je na kongresu velesila u Berlinu 1878. dobila mandat da uvede red i mir u Bosnu i Hercegovinu te ustroji novu upravu. Tako se austro-ugarskim protektoratom nastojalo riješiti veliku istočnu krizu koja je izbila 1875. ustankom u Bosni i Hercegovini. Međutim, to nije bilo pravo rješenje, nego uzrok novih međunarodnih komplikacija, koje će dovesti do aneksije tih pokrajina u sastav Austro-Ugarske 1908. godine.
U Beču su 1878. očekivali da će ući u Bosnu i Hercegovinu uz svečanu glazbu. Skupili su nekoliko desetaka tisuća vojnika, uglavnom susjednih Hrvata, Slovenaca, Srba, drugih slavenskih naroda kako bi pokazali da dolazi njima srodna i bliska država, ali se tada žestoko oduprla muslimanska manjina, koja je činila oko trećinu stanovništva. Otpor u pojedinim krajevima je trajao čak i do tri mjeseca i bio skršen tek kad je Austro-Ugarska podigla veću vojsku, te uspostavila svoju upravu u Bosni i Hercegovini.
U zaposjedanju Bosne i Hercegovine 1878. godine, poginulo je gotovo tisuću ljudi. U Sarajevo, Tuzlu, Banju Luku, Mostar, poslani su stručnjaci uglavnom iz Hrvatske, Češke, Poljske, Slovenije i drugih slavenskih zemalja, koji su znali jezik. Na čelu svega bio je hrvatski general u austrijskoj vojsci Josip Filipović, ali je uskoro smijenjen po nalogu iz Budimpešte, a Bosna i Hercegovina je podijeljena između Austrije i Ugarske kao kondominij.
Protiv nove uprave ustali su opet Srbi u Hercegovini 1881. i 1882. godine, ali je taj pokušaj spriječen vojnički. Nezadovoljni su bili bosanskohercegovački Srbi koji su nastojali te pokrajine, uz potporu pravoslavne Rusije, pripojiti Srbiji i Crnoj Gori. Nova austro-ugarska vlast naseljava u Bosnu i Hercegovinu i druge narode, poglavito Slavene poput Čeha, Ukrajinaca, Slovenaca i Poljaka, te Nijemce koji dolaze kao stručnjaci za otvaranje rudnika, izgradnju željeznica i cesta. U 40 godina, nova je vlast znatno gospodarski podigla Bosnu i Hercegovinu, ali nije riješila agrarno pitanje jer se bojala oduzeti zemlju muslimanskom plemstvu na koje se oslanjala.
Potkraj 19. stoljeća počinju u Bosni i Hercegovini politička okupljanja na vjerskoj, a to ovdje znači i na nacionalnoj, osnovi. Muslimani i grkoistočni Srbi se bore za svoju crkvenu i školsku autonomiju, a Katolička crkva 1882. dobiva Vrhbosansku nadbiskupiju sa sjedištem u Sarajevu. Bosanskohercegovački Srbi sve se više povezuju sa Srbima iz Srbije i Vojvodine, a tamošnji Hrvati s Hrvatima iz Hrvatske, tj. Dalmacije i Slavonije.
U želji da Bosnu i Hercegovinu što više izolira od utjecaja iz Zagreba i Beograda, austro-ugarski upravitelj u BiH, mađarski povjesničar Benjamin Kallay, nameće bosansko ime za jezik i pokušava ustrojiti i novu, bosansku naciju. On odobrava muslimanskim intelektualcima izdavanje lista Bošnjak (1891.) koji izlazi pod geslom Od Trebinja do Brodskijeh vrata, nije bilo Srba ni Hrvata! Dakle, pokušalo se od već formirane hrvatske i srpske nacije stvoriti zajedno s muslimanima jednu bošnjačku naciju. Taj protupovijesni pokušaj nije uspio, a slični pokušaji javljaju se i nakon raspada socijalističke Jugoslavije.

### Aneksija i aneksijska kriza
Kad je u Osmanskom Carstvu pobijedila mladoturska revolucija, Austro-Ugarska se pobojala da će morati vratiti Bosnu i Hercegovinu pa je 1908. godine odlučila te pokrajine anektirati izravno u svoj državni ustroj. To je izazvalo prosvjede Srba i muslimana, ali i oštre istupe država Srbije i Crne Gore, koje su prijetile ratom tvrdeći da su Bosna i Hercegovina, tobože, njihove. Naime, srpski političari prema velikosrpskoj teoriji neopravdano su tvrdili kako su svi katolici i muslimani koji govore štokavskim dijalektom pravi Srbi. Srbiju i Crnu Goru je 1908. godine primirila Rusija, kao njihov zaštitnik, s tvrdnjom kako još nije spremna za rat. Tako je aneksijska kriza oko Bosne i Hercegovine riješena samo privremeno, diplomatskim putem, ali su pripreme za konačni obračun ipak nastavljene.
Kraljevina Srbija je od 1903. godine vodila otvorenu agresivnu politiku i spremala se za rat i protiv Austro-Ugarske i protiv Turske jer se nadala da će rušenjem tih dviju velesila ostvariti ideju Velike Srbije, koja se tada obično maskirala težnjom za ujedinjenje Južnih Slavena. Srbija je organizirala brojne odbore, tajna udruženja poput četničkog, provodila jaku promidžbu, spremala vojsku. Najprije je Srbija uz pomoć Rusije i malih balkanskih saveznika Crne Gore, Bugarske i Grčke, ušla 1912. u Prvi balkanski rat, u kome je zajednički potisnuta Turska, u Drugom balkanskom ratu 1913. godine zajedno sa saveznicima porazila Bugarsku, proširila se na jugu i postala mali hegemon na Balkanu.
Na redu je tada bila Bosna i Hercegovina, gdje su iz Srbije i Crne Gore radili na osnivanju javnih i tajnih društava i organizacija, kojima je jedini cilj bilo rušenje Austro-Ugarske i stvaranje Velike Srbije (Crna ruka, četnička organizacija). Pod njihovim utjecajem bila je i Mlada Bosna, koja je isticala svoj oslobodilački i tobožnji jugoslavenski program. Članovi Mlade Bosne, uvježbani i naoružani iz Srbije, organizirali su 28. lipnja 1914. godine atentat u Sarajevu. Ubijen je austro-ugarski prijestolonasljednik Franjo Ferdinand i to je bio povod ratu.

### BiH u Prvom svjetskom ratu
Tijekom I. svjetskog rata mnogo je građana Bosne i Hercegovine svih triju konfesija bilo unovačeno u austro-ugarsku vojsku i upućeno na granice prema Srbiji i Crnoj Gori. Osobito je bila jaka koncentracija uzduž rijeke Drine, te granice kultura i civilizacija tijekom brojnih stoljeća. U početku rata imala je Srbija početne uspjehe, njena vojska je čak prešla Drinu i upala u istočnu Bosnu. Tada je austro-ugarska vojska pod vodstvom dvojice generala Hrvata, Stjepana Sarkotića i Luke Šnjarića, potukla Srbe kod Han Pijeska i izbacila ih preko Drine.
Srbija i Crna Gora bile su 1915. godine ipak vojnički potučene, njihovi državni teritoriji okupirani, a glavnina vojske se preko Albanije i Grčke dokopala solunskog bojišta gdje se uz zapadne saveznike Francusku i Englesku uspjela 1918. godine s juga vratiti u Srbiju i otud bez otpora ući u Bosnu, Hercegovinu, Hrvatsku, dio južne Ugarske (Bačku, Banat i Baranju) i napokon i u Sloveniju. Srbija je tada, kao jedna od pobjednica u I. svjetskom ratu, iako je doživljavala uglavnom poraze, nastojala sve te zemlje samo priključiti Kraljevini Srbiji i tako ostvariti stoljetnu ideju o Velikoj Srbiji i njenom izlazu na Jadransko more. U tim planovima Bosna i Hercegovina je imala središnje mjesto. Te pokrajine i tada oko 40 posto Srba u njihovom stanovništvu, trebale su biti most prema Srbima u Hrvatskoj, poglavito na području bivše Hrvatsko-slavonske vojne krajine. Na taj bi se način sav srpski i crnogorski narod, dakle pravoslavni živalj, našao u jednoj državi u kojoj bi Srbi bili prvi, najveći i vladajući narod.

## Kraljevina Jugoslavija

### Kraljevstvo SHS
Prije ulaska srbijanske vojske Hrvatska, Bosna i Hercegovina, Slovenija, te Bačka i Banat, tj. Vojvodina ustrojile su svoja Narodna vijeća i središnje Narodno vijeće sa sjedištem u Zagrebu. Na temelju odluke Hrvatskog sabora, koji je kao predstavnički organ Kraljevine Hrvatske imao na to povijesno pravo, 29. listopada 1918. godine, prekinuti su svi dotadašnji odnosi s Austro-Ugarskom i proglašena Država Slovenaca, Hrvata i Srba sa sjedištem u Zagrebu, a u njoj su bile sve južnoslavenske zemlje, koje su bile u sastavu Austro-Ugarske (Hrvatska, Bosna i Hercegovina, Slovenija i Vojvodina).
Ta Država Slovenaca, Hrvata i Srba, postojala je kratko vrijeme, sve do nametnutog proglasa njenog ujedinjenja s Kraljevinom Srbijom i Crnom Gorom u Kraljevstvo Srba, Hrvata i Slovenaca, 1. prosinca 1918. godine. U njoj su Srbi na razne načine nastojali izravno uključiti u svoju interesnu sferu pa su stoga proglasili kako u novoj državi ne postoje narodi nego samo tri plemena jednog te istog srpsko-hrvatsko-slovenskog naroda, muslimanska manjina u BiH se tu uopće ne spominje, kao ni povjesne osobitosti pojedinih pokrajina.

### Kraljevina SHS/Jugoslavija
Do 1921. postojali su neki oblici samouprave u Bosni i Hercegovini, Hrvatskoj i drugim zemljama koje su ušle u Kraljevstvo Srba, Hrvata i Slovenaca. Tada su ukinute sve zemaljske vlade pa i ona u Bosni i Hercegovini i nametnut srpski ustav, koji je nazvan Vidovdanskim ustavom. Novim ustavom država je dobila novo ime Kraljevina Srba, Hrvata i Slovenaca. Za njega su glasovali i bosanski muslimani i njihova politička stanka, nazvana Jugoslavenska muslimanska organizacija. Prema Vidovdanskom ustavu provedena je stroga centralizacija vlasti sa sjedištem u Beogradu, u rukama srpske dinastije Karađorđevića. Umjesto dotadašnje podjele uvedena je srpska podjela na oblasti od kojih je njih šest bilo na području Bosne i Hercegovine. Njihova sjedišta bila su u Bihaću, Banjoj Luci, Travniku, Tuzli, Sarajevu i Mostaru, dakle austro-ugarski okruzi su postali jugoslavenske oblasti. 
Uvođenjem šestosiječanjske diktature, novom teritorijalnom podjelom 1929. godine, Bosna i Hercegovina je opet razbijena između više banovina, a država je dobila novo ime Kraljevina Jugoslavija, provodeći, tako, geslo "Jedan narod, jedan kralj, jedna država". Bivša banjalučka, bihaćka i dio travničke oblasti činili su Vrbasku banovinu sa sjedištem u Banjoj Luci, Drinska sa sjedištem u Sarajevu imala je u svom sastavu istočnu Bosnu, Srbiju do Kolubare, dio bivšeg hrvatskog Srijema i istočne Slavonije, a Primorska sa sjedištem u Splitu imala je u svom sastavu zapadnu Hercegovinu i dio Bosne do Travnika, dok je istočna Hercegovina pripala Zetskoj banovini sa sjedištem u Cetinju. Bila je to zlonamjerna, velikosrpska podjela povijesnih sastavnica bosanskohercegovačkog teritorija.
Nova podjela na banovine izvršena je 1931. godine, ali je i po njoj ostalo sve po starom, samo su iz Drinske banovine sa sjedištem u Sarajevu izdvojeni Srijem i istočna Slavonija i dodijeljeni Dunavskoj banovini sa sjedištem u Novom Sadu. Iz Beograda se upravljalo s Bosnom i Hercegovinom kao da je to u potpunosti srpska zemlja. Agrarna reforma provodi se u korist Srba, poglavito sudionika I. svjetskog rata, tzv. solunaša. Razvlašćuju se imanja bosanskih begova koja se uglavnom dodjeljuju Srbima, koji su oslonac nove vlasti. Bilo je i pojava socijalnog nezadovoljstva, pa i buna kao što je ona rudarska u Husinu kraj Tuzle 1920. godine. Česti su bili progoni i uhićenja, poglavito Hrvata, muslimana i komunista. Za autonomiju Bosne i Hercegovine zalagala se Jugoslavenska muslimanska organizacija, te djelomice Komunistička partija. Hrvati, u koje se tada ubraja i većina muslimana, nezadovoljni su tretiranjem nacionalnog pitanja i nepovoljnog položaja Katoličke crkve i islamske vjeroispovijesti.

### Banovina Hrvatska
Bitne promjene u državnom ustroju Kraljevine Jugoslavije zbile su se 1939. godine kada je kompromisom Beograda i Zagreba nastala Banovina Hrvatska. Tim sporazumom predsjednika jugoslavenske vlade Dragiše Cvetkovića i vođe Hrvatske seljačke stranke Vladka Mačeka, Bosna i Hercegovina je podijeljena na hrvatski i srpski, nominalno jugoslavenski dio.
U sastavu Banovine Hrvatske sa sjedištem u Zagrebu bile su dotadašnje Savska i Primorska banovina, zapravo sjeverna Hrvatska i Dalmacija (koja je uključivala i čitavu Hercegovina od Stoca na zapad i Bosna od Livna do Travnika u srednjem dijelu) te tri posavska kotara: Derventa, Gradačac i Brčko. Upravo je to područje u Daytonu dano Srbima iako ih je tu 1991. bilo najmanje. Banovini Hrvatskoj pripao je onaj teritorij u kome su Hrvati činili relativnu ili apsolutnu većinu u rubnim kotarima (Travnik, Fojnica, Derventa, Gradačac i Brčko).
Podjela Jugoslavije na Banovinu Hrvatsku i ostali dio izazvala je nezadovoljstvo Srba te Srpske pravoslavne crkve koji su bili protiv bilo kakve autonomije Hrvata, ali isto tako i dijela muslimanskog pučanstva koje je bilo za autonomiju Bosne i Hercegovine i protiv podjele tih pokrajina između Beograda i Zagreba. Zbog toga se može opravdano zaključiti da su se međunacionalni i međukonfesionalni odnosi uoči II. svjetskog rata još više pogoršali.

## Drugi svjetski rat

### Nezavisna Država Hrvatska
Zbog unutarnjih slabosti Kraljevine Jugoslavije, u Travanjskom ratu 1941. godine sile Osovine (Njemačka, Italija, Mađarska i Bugarska) porazile su Jugoslaviju u samo 12 dana rata i razbile tu prikrivenu velikosrpsku tvorevinu na njene povijesne i etničke sastavnice. Uz pomoć Njemačke i Italije proglašena je 10. travnja 1941. godine, Nezavisna Država Hrvatska, sa sjedištem u Zagrebu, a u njen sastav ušla je i Bosna i Hercegovina, na temelju povijesnih, etničkih i kulturoloških razloga. Naime, Bosna i Hercegovina i Hrvatska čine jednu geopolitičku cjelinu, one su bile u sastavu Hrvatskog, zatim Hrvatsko-Ugarskog Kraljevstva u srednjem vijeku, a od 1878., odnosno 1908. godine, bile su u istoj državi, Austro-Ugarskoj. Osim toga, prometno i kulturološki gravitirala je BiH prema zapadu i Hrvatskoj. Velik dio muslimana smatrao se još tada Hrvatima islamske vjeroispovijesti jer u to doba proces njihovog nacionalnog sazrijevanja i političke integracije još nije bio završen.
NDH, nova država hrvatskog naroda, kako su je nazivali njeni utemeljitelji, obuhvaćala je područje, koje je bilo nekoć u sastavu Kraljevine Hrvatske, u doba Tomislava i Petra Krešimira IV., kao i Tvrtka. U NDH bila je unutarnja podjela izvršena po županijama, što je bio povijesni hrvatski sustav, odnosno na velike župe, koje su nazvane prema imenima upravnih jedinica iz doba srednjovjekovne hrvatske i bosanske kraljevine. Na području BiH to su: Vrhbosna sa sjedištem u Sarajevu, Hum u Mostaru, Usora i Soli u Tuzli, Sana i Luka u Banjoj Luci, Lašva i Glaž u Travniku, Krbava i Psat u Bihaću. Za glavni grad bila je predviđena Banja Luka u Bosni kao geografsko središte čitave Nezavisne Države Hrvatske. Treba napomenuti da je upravna vlast Nezavisne Države Hrvatske također razbijala teritorij Bosne i Hercegovine u podjeli na velike župe, brisala granicu, pa je povezivala i izjednačavala područje uže Hrvatske s bosanskohercegovačkim. Tako su, npr., velika župa Gora (Petrinja) prelazila Unu, Livač i Zapolje (Nova Gradiška) i Posavje (Brod) su prelazile Savu i imale više kotareva na bosanskoj strani.
Zbog velikosrpskog pritiska za Kraljevine Jugoslavije, ali i zbog tadašnjeg osjećaja pripadnosti hrvatskom narodu, veliki broj muslimana je podržao nastajanje Nezavisne Države Hrvatske, uključio se u njene organe vlasti, u ministarstva, u zapovjedni kadar redovite, ali i dobrovoljačke vojske. Budući da su u Bosni i Hercegovini kao i u Hrvatskoj postojale jake četničke organizacije, potpomagane iz Beograda, oni su osnivanje Banovine Hrvatske, a još više proglas Nezavisne Države Hrvatske, dočekali s pozivom "Srbi na okup!" Dok se još nova država nije konsolidirala, počeli su progoni i pokolji Hrvata i muslimana u Hercegovini, u Podrinju (Foča, Čajniče, Goražde), u Bosanskoj Krajini (Krnjeuša) i drugdje. Dakle, četničko etničko čišćenje počelo je prije represije organa vlasti Nezavisne Države Hrvatske.

### Narodnooslobodilački rat
Hrvati i muslimani u Bosni i Hercegovini su se ubrzo samoorganizirali i naoružali kako bi se zaštitili od četničkih nasilja. Vlasti Nezavisne Države Hrvatske su izvršile novačenje, počele ustrojavati redovitu vojsku i jačati dobrovoljačke (ustaške) jedinice i upućivati ih na ugrožena područja, poglavito u istočnu Bosnu (Podrinje). Četnički istupi izazvali su nepovjerenje i progone Srba uopće pa je znatan dio pobjegao u Srbiju ili se povukao u planine, a neki su internirani u logore. U njih su upućeni zarobljeni četnici i hrvatski komunisti, kao politički protivnici nove države, ali i mnogi nedužni ljudi samo zato što su pripadali židovskom ili romskom etnicitetu.
Nacistička Njemačka i Fašistička Italija su tretirale Nezavisnu Državu Hrvatsku kao svoju satelitsku državu pa su je podijelili na dvije interesne zone. Italija je u svoju zonu uzela 100-120 km teritorija od obale Jadranskog mora u dubinu, a ostalo otuda do Drine, Drave i Dunava je bilo u njemačkoj ovlasti. Demarkacijska crta te podjele išla je južno od Samobora do Jajca, Bugojna i Goražda na Drini. Dakle, Bosna i Hercegovina je bila podijeljena tako da je zapadni dio Bosne i čitava Hercegovina bio pod talijanskom, a ostala Bosna pod njemačkom indirektnom okupacijom. Ta podjela, izravna pomoć koju su Talijani pružali četnicima uz permanentni sukob Srba i Hrvata (i muslimana), te proturječnosti između građanskih stranaka i Komunističke partije Jugoslavije, bili su podloga za međunacionalne, međukonfesionalne i socijalne sukobe u Bosni i Hercegovini, koji su prerasli u pravi rat, ali ne dviju nego triju strana. To su bile: 1. srpska, koja teži etnički čistoj Bosni i Hercegovini, kao dijelu Velike Srbije; 2. hrvatska, koja nastoji održati te pokrajine kao sastavni dio Velike Hrvatske do Drine (s tim da muslimane po podrijetlu smatra Hrvatima), 3. federalistička, koja vidi Bosnu i Hercegovinu, kao autonomnu jedinicu u budućoj federalnoj Jugoslaviji.
Unutarnje sukobe u Bosni i Hercegovini, iskoristila je Komunistička partija Jugoslavije, koja je 22. lipnja 1941. godine, kad je Njemačka napala Sovjetski Savez, pozvala svoje članove na ustanak. Poslije teških poraza u Srbiji u jesen 1941. godine, premješta se Glavni štab partizanskih snaga s Titom na čelu na područje Bosne i Hercegovine i tu ostaje sve do 1944. godine. Partizanski pokret podržava većina Srba koji su bili ugroženi a nisu bili u četničkim redovima, zatim Hrvati (i muslimani) antifašisti, Židovi i drugi. U Bosni i Hercegovini se stvaraju partizanska oslobođena područja, a potkraj 1942. godine, tu nastaje i tzv. Bihaćka Republika, gdje se održava i I. zasjedanje Antifašističkog vijeća narodnog oslobođenja Jugoslavije (AVNOJ), tj. prvog partizanskog parlamenta.
Potkraj 1943. godine u susjednom Jajcu održano je i II. zasjedanje AVNOJ-a, koje najavljuje novu Jugoslaviju i stvara njenu prvu vladu. Tako Bosna i Hercegovina postaje ne samo središte partizanskog pokreta nego i područje najžešćeg građanskog rata i žarište buduće Jugoslavije. Od 7 protupartizanskih ofenziva, koje su vodili Nijemci, Talijani, postrojbe Nezavisne Države Hrvatske i drugi, šest je bilo na području Bosne i Hercegovine, a najglasovitije su bile bitka na Neretvi početkom 1943., bitka na Sutjesci, u kasno proljeće 1943. i desant na Drvar, u svibnju 1944. godine.

### Nastanak Federalne BiH
Usporedno s novim organima vlasti za čitavu Jugoslaviju nastajali su tijekom borbe koju su partizani nazivali Narodnooslobodilački rat i začetci Bosne i Hercegovine kao jedne od federativnih jedinica u okviru druge Jugoslavije. Već u Bihaću potkraj 1942. godine zaključeno je da se ustrojavaju organi vlasti budućih republika, ali je to odgođeno zbog presudnih bitaka na Neretvi i Sutjesci. Uoči II. zasjedanja AVNOJ-a u Jajcu potkraj 1943. godine, održano je I. zasjedanje Zemaljskog antifašističkog vijeća narodnog oslobođenja Bosne i Hercegovine (ZAVNOBiH) u susjednom Mrkonjić Gradu. Bio je to prvi začetak bosanskohercegovačkog parlamenta koji je na dva iduća zasjedanja donio odluke o Bosni i Hercegovini kao posebnoj republici u toj drugoj Jugoslaviji.
Potkraj II. svjetskog rata, od 1944. do 1945. godine, kad se raspravljalo u partijskom vodstvu o federalnom ustrojstvu druge Jugoslavije, pokušali su srpski komunisti dobiti u sastav Srbije osim Vojvodine i Bosnu i Hercegovinu po načelu relativne većine stanovništva (oko 44 posto). Na hrvatskoj strani se na temelju povijesnih prava razmišljalo da bi, ako je već Vojvodina ušla u sastav Srbije, Bosna i Hercegovina treba biti u sastavu Hrvatske. Bilo je i prijedloga podjele kao u doba Banovine Hrvatske 1939. godine na hrvatski i srpski dio, ali se tome protivila muslimanska manjina, koja je predlagala kompromisno rješenje o Bosni i Hercegovini kao autonomnoj jedinici, a to znači posebnoj republici. Tome se mišljenju pridružio i Josip Broz Tito i tako je Bosna i Hercegovina na temelju svojih povijesnih i etničkokulturoloških posebnosti postala posebna republika. Bila je to jedina republika u drugoj Jugoslaviji koja nije imala svoj matični narod nego dva konstitutivna naroda: Srbe i Hrvate. Muslimani su se mogli po popisu pučanstva 1948. upisati kao Srbi ili Hrvati, a 1953. i kao "Jugoslaveni-neopredijeljeni". Dakle, muslimanima se tada još nije davao status nacije nego se, zbog njihova slavenskog podrijetla i jezika, smatralo kako vjersko obilježje nije bitno te se forsiralo njihovo srpstvo, manje hrvatstvo, a najčešće kompromisno jugoslavenstvo.

## Socijalistička Jugoslavija

### Narodna Republika BiH
Ustrojavanjem Bosne i Hercegovine kao posebne republike i uvođenjem federalizma, Komunistička partija Jugoslavije je smatrala kako je nacionalno pitanje riješeno. Podjelu Jugoslavije na republike i određivanje njihovih granica smatrali su vladajući komunisti samo privremenim i formalnim pitanjem. Pri određivanju granica Bosne i Hercegovine, partijsko se vodstvo držalo povijesnog, a ne etničkog načela. Doslovce, oba su ta načela primjenjivana na štetu hrvatskog naroda. Kad je Hrvatskoj oduzeto područje Srijema sa Zemunom kao i Boke kotorske, tada se uzimalo u obzir etničko načelo, a kad je bila u pitanju Bosna i Hercegovina, onda povijesno.
Tako se i moglo dogoditi da su općine u zapadnoj Hercegovini, koje su imale gotovo stopostotni broj Hrvata ostale u Bosni i Hercegovini, da je Neum također pripao toj republici. Međutim, istovrsni problem kao i Neum, tj. Sutorina u Bokokotorskom zaljevu, dodijeljen je 1945. godine Narodnoj Republici Crnoj Gori. Dakle, išlo se za tim da se Hrvatska presiječe kako bi Bosna i Hercegovina dobila tobožnji izlaz na more, a tamo gdje je bio njen prirodni i povijesni izlaz prema Herceg Novom, koga je gradio kralj Tvrtko I., to joj je oduzeto. Isto tako je sedam hrvatskih sela u zaleđu Bihaća, koje je Hrvatska dobila mirom u Svištovu 1791. godine, oduzeto Hrvatskoj i dodijeljeno Bosni i Hercegovini, poslije 1945. godine.

### Jugoslavija u malom
Budući da je Bosna i Hercegovina bila središnja republika SFRJ, da je strateški vrlo povoljno smještena, da je Srbiji bila itekako važna kao spoj sa Srbima u Hrvatskoj i da je, napokon, budući bogata rudama (ugljen, željezo, šume, rijeke), bila predodređena za vojnu i tešku industriju, za odsutnu obranu u slučaju napada izvana, ali i da bude "talionica" naroda i kultura, kao prototip buduće socijalističke Jugoslavije, doslovce "Jugoslavija u malom".
Kako bi se to postiglo, moralo se s Bosnom i Hercegovinom upravljati iz Beograda, izravno iz Centralnog komiteta KPJ s Titom na čelu. Muslimanima nije dano pravo naroda pa su mnogi kao i brojni Hrvati likvidirani, zatvarani, proganjani ili zbog toga što su služili NDH, ili zbog toga što su nešto posjedovali, ili bili politički nepodobni. Većina onih koji su bili u vojsci Nezavisne Države Hrvatske bila je pobijena, a preživjelima je u praksi dano do znanja kako su narod drugog reda. Osobito se nova vlast žestoko okomila na intelektualce, poglavito Hrvate i muslimane, na bivše članove Hrvatske seljačke stranke, te na svećenstvo, poglavito rimokatoličko. Tako su tijekom rata i neposredno po njegovu završetku, četnici i partizani likvidirali u Bosni i Hercegovini bez suđenja 221 svećenika i redovnika, a samo u Hercegovačkoj provinciji ubili su 66 franjevaca.
I dok su se u Bosni i Hercegovini sustavno progonili i fizički likvidirali sudionici hrvatskih postrojbi (Hrvati i muslimani), četnici su potkraj rata prešli pretežito u partizane i tako se spasili. Iz BiH su brojni Srbi političkim odlukama preseljeni u Vojvodinu, a naseljavani su Srbi i Crnogorci kao učitelji, profesori, policajci, političari i voditelji vojne industrije u koju se Hrvati nisu rado primali kao nepodobni. Srbi u Bosni i Hercegovini su sustavno nametali svoj jezik i ćirilicu, a potiskivali hrvatski jezik kao i pismo latinicu. I u vojnim garnizonima su časnici bili naseljeni Srbi i Crnogorci i tako se pomalo mijenjala nacionalna struktura pučanstva. Ipak, sve to dugoročno nije dalo očekivane rezultate jer su muslimani imali mnogo veći natalitet kao i Hrvati. Iako su Hrvati zbog svega toga sve masovnije iseljavali u Hrvatsku i u strane zemlje, jer se u općinama s hrvatskom većinom nije gotovo ništa gradilo, ipak se broj Hrvata do 1971. kretao od 20 do 23 posto, a 1991. pao na 17,4 posto. Tako da je broj Hrvata u BiH pao za barem četvrtinu.
Dakle, provodila se sustavno "jugoslavizacija", a zapravo srbizacija Bosne i Hercegovine, ali su se javljali i unutarnji otpori, poglavito u krajevima gdje su bili brojniji Hrvati i muslimani. Hrvati su postali nacionalno svjesniji i okretali se sve više prema svojoj matičnoj republici, Hrvatskoj. Muslimani su iškolovali svoju inteligenciju koja je nastojala izaći iz žrvnja srpsko-hrvatskih protimbi i dobiti status ravnopravnog naroda.

### Socijalistička Republika
U Bosni i Hercegovini, poslije II. svjetskog rata izbila i prva prava buna protiv novog socijalističkog uređenja. Godine 1950. pobunili su se muslimani, ali i Srbi i Hrvati na granici zapadne Bosne i Hrvatske. Tu Cazinsku bunu (ili Kordunašku, kako su je zvali u Hrvatskoj) ugušila je u krvi policija i vojska, a godinama je ta buna držana državnom tajnom.
Budući da je 1966. godine smijenjeno prosrpsko vodstvo u okviru Saveza komunista s Aleksandrom Rankovićem na čelu, počela su i u Bosni i Hercegovini slobodnija politička razmišljanja. Tomu su pridonijeli slični procesi u Hrvatskoj i drugim republikama. Prvi korak u tom popuštanju bila je odluka Titovog vodstva da se 1971. i islamskom pučanstvu, koje se dotad opredjeljivalo kao srpsko, hrvatsko, jugoslavensko ili neutralno, dopusti status nacije. Otada se muslimani pišu kao Muslimani, tj. velikim početnim slovom.
Zbog toga se u popisu pučanstva iz 1971. naglo smanjio broj Srba, Hrvata i Jugoslavena u korist Muslimana. Tako je, primjerice, broj Srba s 42,9 % iz 1961. godine pao na 37,2 %, a broj Muslimana u istom razdoblju povećao se s 25,7 % na 39,6 %. Tada su prvi put Muslimani postali relativno najbrojniji narod u Bosni i Hercegovini i ujedno priznati za jedan od konstitutivnih naroda u tadašnjoj Jugoslaviji.
U želji da djelomice zadovolji nacionalne težnje pojedinih naroda i republika za punijim federalnim odnosima unutar Jugoslavije, Savez komunista je morao popustiti i dopustiti da Savezna skupština u Beogradu donese 1974. godine, novi Ustav, prema kojem su svim republikama pa i Bosni i Hercegovini, priznata prava saveznih država, a to znači i pravo na odcjepljenje. Bio je to presudan čin na temelju kojega je međunarodno povjerenstvo pravnika europskih zemalja, tzv. Badinterova komisija, na početku 1992. godine riješila unutarnju krizu Jugoslavije tako da je dopustila odvajanje Slovenije, Hrvatske, Bosne i Hercegovine i drugih republika od Jugoslavije i njihovo priznanje kao samostalnih država.

### Razvoj i put prema slobodi
Od sredine 1970-ih godina, Bosna i Hercegovina sve više napreduje gospodarski, kulturno, politički i športski. Sarajevo postaje velegradom, a u njemu, Tuzli, Zenici, Mostaru, Banjoj Luci, Velikoj Kladuši podižu se tvornice, kombinati, pravi koncerni, koji nalaze svoje mjesto na svjetskom tržištu (Energoinvest, Energopetrol, Agrokomerc, Željezara Zenica, Soko i dr.). Do toga napretka došlo je i smjenom starog partizanskog vodstva i dovođenjem novih kadrova na čelo političkih i gospodarskih institucija (Branko Mikulić i dr).
Vrhunac međunarodne športsko-političke afirmacije Bosne i Hercegovine, bila je Zimska olimpijada 1984. u Sarajevu. U tome je, doista, sudjelovala čitava Jugoslavija, a posebice Hrvatska. Tom je prigodom izgrađeno i modernizirano mnogo toga, baš u Sarajevu i okolici, što je podiglo samosvijest vodećih struktura Bosne i Hercegovine, poglavito Muslimana. Budući da takav razvoj nije odgovarao Beogradu i sve jačoj velikosrpskoj struji unutar Saveza komunista, počela je politička kampanja protiv muslimanskog vodstva s braćom Pozdercima na čelu i tzv. afera Agrokomerc iz 1987. godine, u kojoj je smijenjeno vodstvo tog prehrambenog kombinata u Velikoj Kladuši, koga je vodio Fikret Abdić.
Unutar Saveza komunista, poslije Titove smrti 1980. godine, dolazi do raslojavanja na centralističke i federalističke snage. To se zbiva i unutar Saveza komunista Bosne i Hercegovine, gdje jača velikosrpsko opredjeljenje među Srbima, a Muslimani teže ka federalizmu, autonomizmu i reformizmu. Budući da je muslimanska struja uz pomoć Hrvata prevladala (Nijaz Duraković), Srbi nastoje iznutra oslabiti republičke institucije Bosne i Hercegovine i preuzeti sve ovlasti nad vojskom i teritorijalnom obranom. Kad je 1986. godine, Srpska akademija nauka i umjetnosti izdala svoj velikosrpski projekt, tzv. Memorandum, a 1987. sve ovlasti u Savezu komunista Srbije preuzeo Slobodan Milošević, koji je 1989. na proslavi obljetnice bitke na Kosovu najavio izravno ostvarenje velikosrpskog programa, povezali su se opet hrvatski i muslimanski političari u Bosni i Hercegovini pred zajedničkom opasnošću.

## Raspad Jugoslavije i rat

### Velikosrpska agresija
Slom komunizma u Jugoslaviji omogućio je 1990. pojavu višestranačja: Bošnjaci su 26. svibnja osnovali Stranku demokratske akcije (SDA), Srbi 12. srpnja Srpsku demokratsku stranku (SDS), a Hrvati 18. kolovoza. Hrvatsku demokratsku zajednicu BiH (HDZ BiH). Na izborima održanima 18. studenog i 2. prosinca 1990. te su stranke osvojile najveći broj mjesta u Skupštini (SDA 87, SDS 71, HDZ 45 od ukupno 240). Kandidati nacionalnih stranaka izabrani su i na svih sedam mjesta u Predsjedništvu, kojemu je predsjednikom postao A. Izetbegović.  

U složenim uvjetima raspada Jugoslavije tijekom 1991. Hrvati i Bošnjaci uspješno su surađivali nastojeći ojačati samostalnost BiH, čemu su se protivili Srbi, koji su po beogradskim velikosrpskim planovima djelovali u smjeru razbijanja BiH i stvaranja nacionalne srpske države na tlu bivše Bosne i Hercegovine, s konačnim ciljem priključivanja zamišljenoj svesrpskoj državi. Odmah nakon izbora Srbi osnivaju po općinama nelegalna "nacionalna vijeća", koja u proljeće 1991. prerastaju u "zajednice općina", a ove pak od rujna do studenoga u pet "srpskih autonomnih oblasti". U njima Srbi uspostavljaju paradržavnu upravu, pripravljaju oružanu pobunu (u čemu im osobito pogoduje koncentracija JNA u BiH nakon povlačenja iz Slovenije i Hrvatske) te sudjeluju u svesrpskoj agresiji na Hrvatsku. Memorandum o suverenitetu BiH (12. listopada 1991.) Srbi iskorištavaju za napuštanje i bojkot Skupštine i 9. siječnja 1992. jednostrano proglašavaju Srpsku republiku BiH (od veljače 1992. Republika Srpska). U prosincu 1991. BiH je podnijela zahtjev za međunarodnim priznanjem. Na poticaj EZ-a raspisan je referendum o neovisnosti koji je održan 29. veljače i 1. ožujka 1992.: glasovalo je 63,7 % biračkoga tijela, od čega 99,4 % za neovisnost. SDS je pozvao Srbe na bojkot referenduma i spriječio njegovo održavanje u pojedinim dijelovima zemlje. Na temelju rezultata referenduma članice EZ-a priznale su 7. travnja 1992. Republiku Bosnu i Hercegovinu kao neovisnu državu koja je 22. svibnja 1992. postala članicom UN-a. 
Prvi znakovi oružane agresije bili su napad JNA na većinska hrvatska sela oko Ravnog u istočnoj Hercegovini 2. – 6. listopada 1991. i djelomična blokada sarajevskih ulica u ožujku 1992. Oružana agresija uslijedila je početkom travnja 1992. Srpska teritorijalna osvajanja, uz potpunu blokadu Sarajeva, trebala su područje pod srpskim nadzorom proširiti u homogenu cjelinu od Drine do Une, a ostatak BiH razbiti u manje, nepovezane i teško branjive enklave. Zbog oružane nadmoći i podrške Beograda te politike međunarodne zajednice koja je uvela embargo na uvoz oružja u BiH, Srbi su zacrtane vojne ciljeve razmjerno lako ostvarili već do lipnja 1992. Uz prvotnu neodlučnost bošnjačkoga vodstva da se snažnije suprotstavi, u tom su razdoblju odlučan otpor pružili Hrvati organizirani u Hrvatske obrambene snage (HOS) i Hrvatsko vijeće obrane (HVO), u čijim su postrojbama djelomice sudjelovali i Bošnjaci (Posavina, Mostar). Pretežito bošnjačka Teritorijalna obrana BiH (kasnije Armija BiH) djelotvornije se organizirala tek od jeseni 1992., osobito u središnjoj Bosni i tuzlanskoj regiji. Na područjima koja su nadzirali, Srbi su provodili etničke progone te ubojstva Bošnjaka i Hrvata, uspostavljali su koncentracijske logore i uništavali muslimansku i katoličku kulturnu baštinu. Do studenoga 1992. Srbi su zauzeli oko 70 % zemlje, a Sarajevo su od početka agresije držali u obruču terorizirajući stanovništvo snajperskom i topničkom vatrom.

### Bošnjačko-hrvatski sukob
Tijekom agresije izbile su i nesuglasice između Bošnjaka i Hrvata. Postojeće razlike produbljene su zbog kaotičnih i teških ratnih prilika kao i zbog suprotstavljenih gledišta i poteza pojedinih nacionalnih čelnika i međunarodne zajednice. Za Bošnjake je sporno bilo proglašenje Hrvatske Republike Herceg-Bosne 28. kolovoza 1993. Hrvati su uzvratili optužbama zbog islamizacije zemlje i bošnjačke dominacije koja je smjerala marginalizirati Hrvate (i Srbe) na svim područjima života, pa su povukli svoje predstavnike iz Skupštine, Vlade i Predsjedništva. U dijelovima BiH (srednja Bosna, Rama, Mostar) političke razmirice prerasle su u proljeće 1993. u oružane sukobe, u kojima su počinjeni i ratni zločini nad civilima (Armija BiH u Maljinama, Doljanima i Uzdolu, HVO u selima Ahmići i Stupni Dol). 

Neprijateljstva su zaustavljena tek nakon vojnog slamanja ofenzive aBiH, Neretva 93, te posredovanjem SAD-a i sklapanjem Washingtonskih sporazuma 18. ožujka 1994., obnovljena je suradnja, uspostavljena federacija Hrvata i Bošnjaka, a predviđena je njezina konfederacija s Hrvatskom. U Mostaru je uvedena privremena uprava EU. U ožujku 1995. uspostavljen je zajednički vojni stožer Armije BiH, HVO-a i HV-a. Još tješnja suradnja zacrtana je Splitskim sporazumom između RH i BiH u srpnju 1995., temeljem kojega su hrvatske snage u srpnju 1995. oslobodile dio zapadne Bosne (nakon operacije "Oluja" u kolovozu razbile su srpski obruč oko Bihaća, a u jesen je nastavljeno oslobađanje zapadne Bosne).

### Mirovni planovi
Međunarodna zajednica dugo je i neuspješno pokušavala posredovati oko zaustavljanja rata, nastojeći pronaći prihvatljiv model preuređenja BiH. Prvi pokušaj bio je tzv. Cutilierov plan kantonizacije u ožujku 1992. U siječnju 1993. predložen je Vance-Owenov plan kantonizacije (10 provincija), koji je produbio suprotnosti između Hrvata i Bošnjaka. Owen-Stoltenbergov plan iz kolovoza 1993. uvelike se udaljio od načela cjelovitosti prijedlogom o labavoj tročlanoj Uniji BiH, po kojem bi Srbi zadržali najveći dio okupiranog teritorija. Plan Kontaktne skupine (lipanj 1994.) bio je tek ublažena varijanta prethodnog plana za podjelu BiH. Osnovni nedostatak svih planova bio je izostanak preventivnih i provedbenih mjera, a to je pogodovalo Srbima. Diplomatsko posredništvo pratila je i mirovna operacija UN-a, koja se nadovezala na razmještaj mirovnih snaga u Hrvatskoj (UNPROFOR). Mirovne snage u BiH imale su samo humanitarni mandat (dostava pomoći) i nisu mogle osigurati provedbu diplomatskih planova. Postupno su rasle i razlike u gledištima velikih sila, pa su izbili na vidjelo parcijalni interesi, a sve je to posve umanjilo vjerodostojnost i blokiralo učinkovitost diplomatskog posredovanja. Zajednički hrvatsko-bošnjački vojni uspjesi tijekom jeseni 1995. omogućili su i zamah pregovaračkog procesa. Temeljni sporazum kojim je završen rat i definiran državnopravni okvir BiH postignut je tijekom pregovora koji su se 1. – 21. studenog 1995. održali u američkoj vojnoj bazi Wright-Patterson kraj Daytona u Ohiju. Tzv. Daytonski sporazum, službeno potpisan 14. prosinca 1995. u Parizu, obuhvaća Opći okvirni sporazum za mir u BiH i 12 dodataka koji se odnose na pojedina pitanja. BiH je uređena kao država sastavljena od dvaju entiteta: Federacija BiH (51 % teritorija) i Republika Srpska (49 %). Grad Brčko, prvotno ostavljen za arbitražu, odlukom je međunarodne arbitraže 1999. dobio status neutralnoga distrikta pod središnjom vlašću. Provedbu vojnoga dijela Daytonskoga sporazuma osigurale su međunarodne Provedbene snage (IFOR, od 1997. Stabilizacijske snage ili SFOR) pod zapovjedništvom NATO-a. Provedbu civilnoga dijela sporazuma preuzelo je više organizacija (OESS, UN, UNHCR), a najveće je ovlasti dobio visoki predstavnik (do 30. svibnja 1997. Carl Bildt, potom Carlos Westendorp).
Po podatcima Istraživačkog dokumentacijskoga centra Sarajevo (ICD), u Bosni i Hercegovini je od 1991. do 1995. izgubilo život 98.837 ljudi, civila i vojnika. Prema nacionalnom sastavu, stradalo je 63.687 Bošnjaka (67,87 % od ukupnog broja stradalih), 24.216 Srba (25,81 %) i 5057 Hrvata odnosno 5,39 %, navodi se u izvješću. Ubijeno je 30.514 bošnjačkih, 2076 hrvatskih i 1978 srpskih civila. U vojnim postrojbama stradalo je 30.173 Bošnjaka, 21.399 Srba i 2619 Hrvata, navodi se u izvješću  Arhivirana inačica izvorne stranice od 28. rujna 2007. (Wayback Machine).

## Postdaytonska Bosna i Hercegovina
Posljedice rata katastrofalne su, gospodarski sustav potpuno je razoren, a demografska slika poremećena, premda precizni podatci iz razumljivih razloga nisu potpuno sagledivi. Procjenjuje se da je broj poginulih veći od 100 000. Prema procjeni UNHCR-a, 1995. oko 2 700 000 stanovnika bilo je prognano, izravno ugroženo ratnim operacijama ili pogođeno drugim oblicima nasilja. U skladu s Daytonskim sporazumom, održani su parlamentarni i predsjednički izbori u rujnu 1996. i rujnu 1998. te općinski izbori u rujnu 1997., a na njima su kandidati nacionalnih stranaka uglavnom dobivali većinu glasova unatoč nastojanjima međunarodnih posrednika da nametnu druge kandidate. U prvo poratno Predsjedništvo BiH 1996. bili su izabrani Alija Izetbegović, Krešimir Zubak i Momčilo Krajišnik. Reintegracija zemlje, u ratu de facto podijeljene, i njezina obnova odvijaju se sporo i otežano zbog međusobnog nepovjerenja i neprevladanih posljedica rata. Međunarodne snage pod zapovjedništvom NATO-a u prosincu 2004. zamijenile su snage Europske unije i partnerskih zemalja (European Force – EUFOR); broj pripadnika EUFOR-a postupno je smanjen s približno 7000 (2004.) na približno 600 (2014.). Na općim izborima održanima početkom 2000-ih (2002., 2006., 2010., 2014.) uz utjecajne nacionalne stranke osnažene su i one socijaldemokratske, napose u Federaciji BiH.
 
Nastojanja HDZ-a BiH za uvođenjem Samouprave na područjima većinski naseljenim Hrvatima bila su 2001. spriječena nasilnom smjenom Ante Jelavića, hrvatskog člana Predsjedništva BiH, te majorizacijom Hrvata, poput nelegitimnog izbora Komšića za hrvatskog člana predsjedništva.

U Republici Srpskoj (RS) nastavljeno je političko suprotstavljanje jačanju državnosti BiH (Milorad Dodik premijer je RS 1998. – 2001. i 2006. – 2010., te predsjednik od 2010.). Veći socijalni prosvjedi uzrokovani teškim ekonomskim i društvenim prilikama održani su u veljači 2014. u više gradova Federacije BiH (u manjoj mjeri i u Republici Srpskoj). Nakon izbora u studenome 2014. ustanovljeno je novo Predsjedništvo BiH, članovi kojega su Dragan Čović, Mladen Ivanić i Bakir Izetbegović. Nakon novih općih izbora u listopadu 2018. članovi Predsjedništva BiH (od studenoga 2018.) postali su Željko Komšić, Milorad Dodik i Šefik Džaferović.

## Poveznice
- Kronologija događaja u Bosni i Hercegovini
- Povijest Hrvata Bosne i Hercegovine
- Hrvatska povijest

## Vanjske poveznice
- Vjekoslav Klaić: Poviest Bosne do propasti kraljevstva
- Milan Prelog: Povijest Bosne od najstarijih vremena do propasti kraljevstva
- Bare Poparić: Tužna povijest Hercegove zemlje
- Dominik Mandić: Etnička povijest Bosne i Hercegovine
- Dubravko Lovrenović: Stećci: bosansko i humsko mramorje srednjeg vijeka
- Dubravko Lovrenović: Na klizištu povijesti
- Noel Malcolm: Povijest Bosne
- Kratka politička i kulturna povijest Bosne i Hercegovine  Arhivirana inačica izvorne stranice od 16. kolovoza 2004. (Wayback Machine)
- Institut za historiju Sarajevo
- Bosna i Hercegovina pod austro-ugarskom vlašću (galerija)  Arhivirana inačica izvorne stranice od 18. srpnja 2007. (Wayback Machine)
- Teritorijalni razvoj bosanske države u srednjem vijeku (zemljovid)  Arhivirana inačica izvorne stranice od 15. prosinca 2007. (Wayback Machine)